# Ponometia
Ponometia é um gênero de traça pertencente à família Arctiidae.